# Ornithidium mapiriense
Ornithidium mapiriense là một loài thực vật có hoa trong họ Lan. Loài này được Kraenzl. mô tả khoa học đầu tiên năm 1928.